# Oranżeria w Darmstadt
Oranżeria w Darmstadt (niem. Orangerie) – budynek oranżerii w niemieckim mieście Darmstadt, w dzielnicy Bessungen na południu miasta. 
Plany obiektu sporządził w 1716 francuski architekt Louis Remy de la Fosse, którego zatrudniał Ernest Ludwik, landgraf Hesji-Darmstadt. Budynek został zbudowany w latach 1719–1721 w stylu barokowym. 
Budynek wygląda zupełnie inaczej z obu stron. Z jednej strony można zobaczyć typowy kształt barokowej rezydencji, z drugiej znajdowały się wielkie łukowate okna.
Park barokowy przy budynku to dzieło J. K. Ehreta z Heidelbergu, nadwornego ogrodnika Hesji-Darmstadt.
Po II wojnie światowej budynek służył przejściowo jako siedziba teatru.
Dziś używany bywa jako sala koncertowa z powodu znakomitej akustyki. W części północnej mieści się m.in. restauracja.

## Galeria

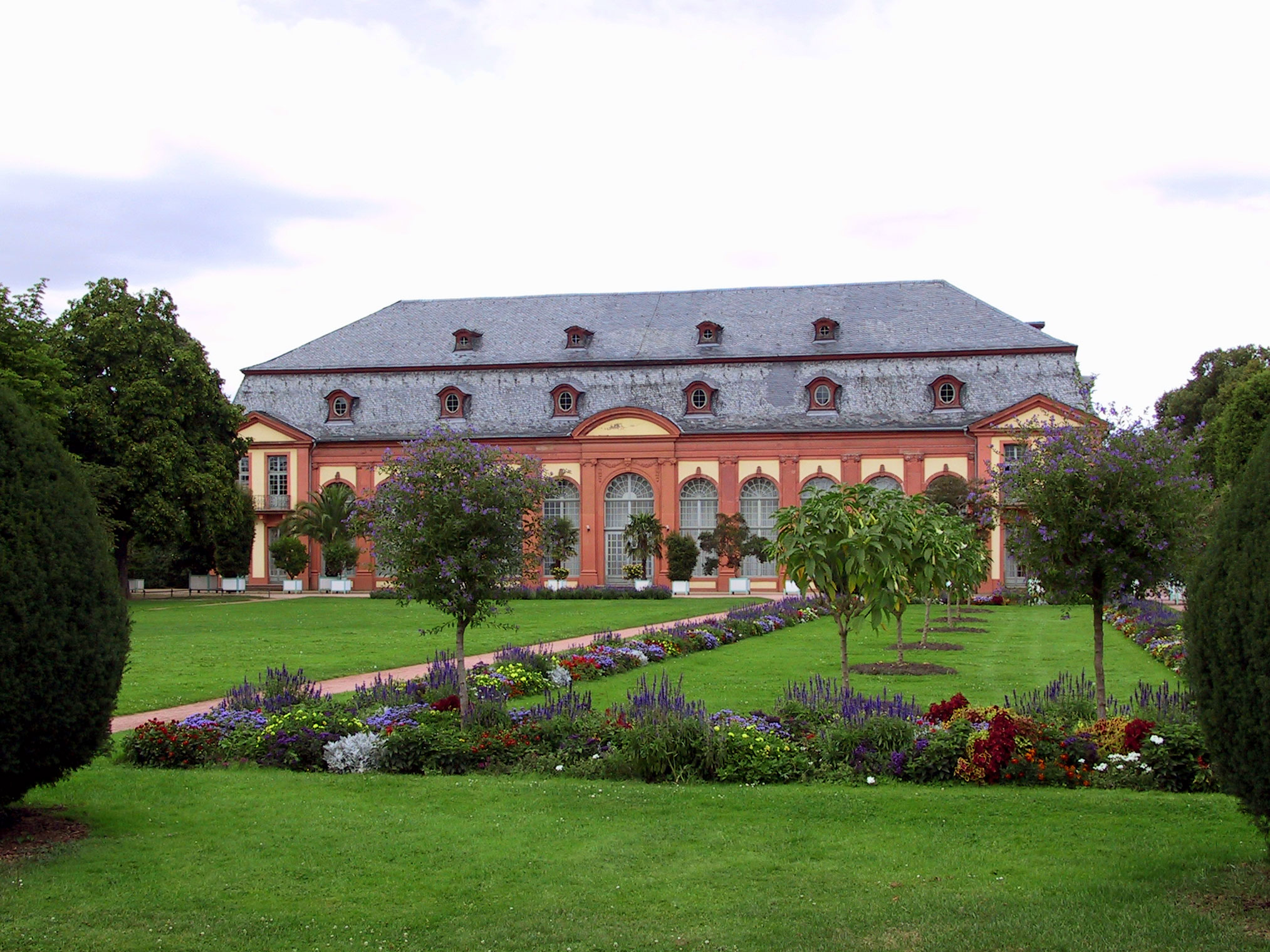
Fasada południowa  (2005)
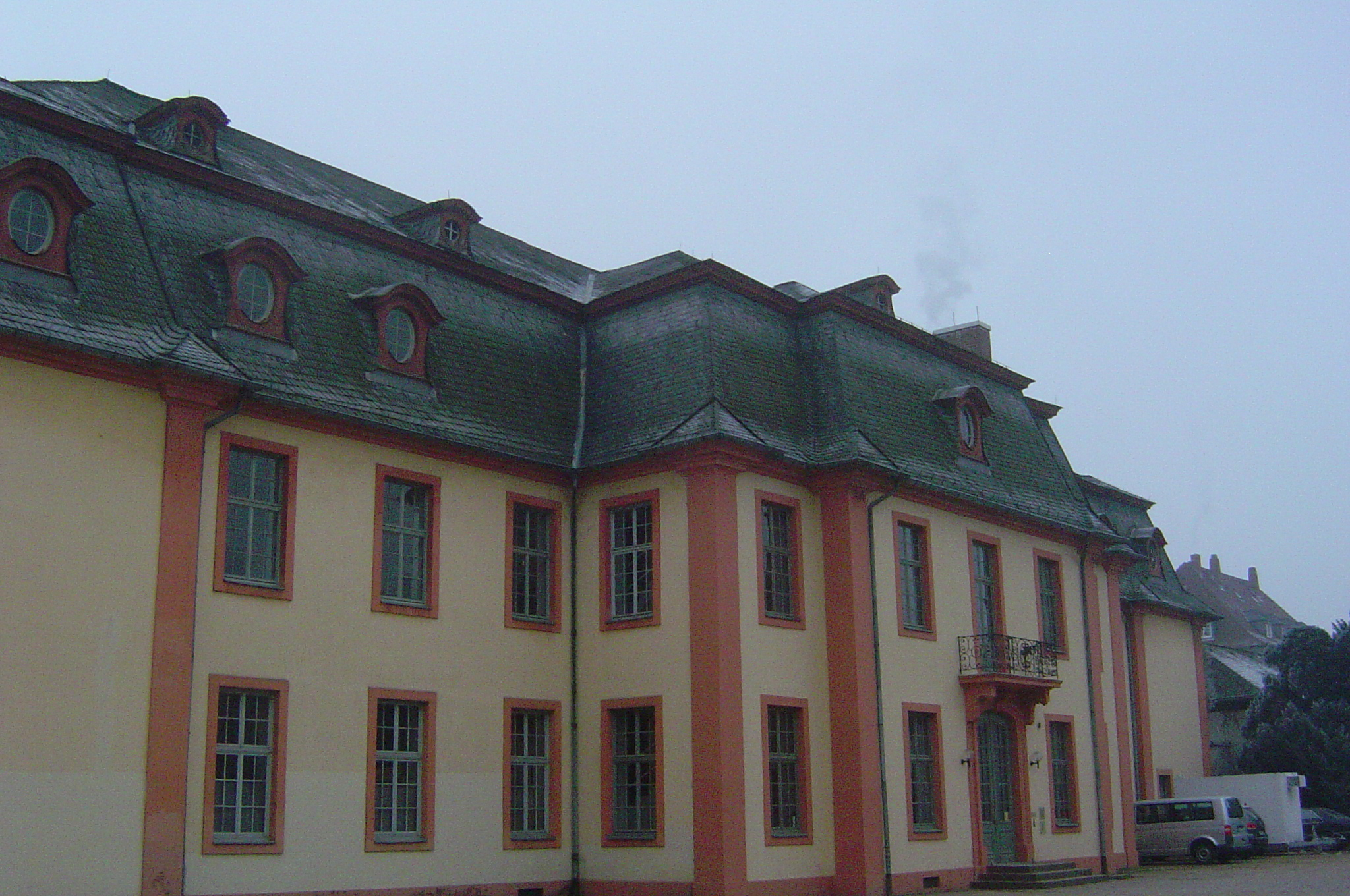
Fasada północna (2008)
- Film prezentujący budynek i okoliczny park (2022)